# Yips
En els esports, els yips són una pèrdua sobtada i inexplicable d'habilitats en atletes experimentats. Els símptomes dels yips són la pèrdua de coordinació motora i problemes psicològics que afecten la memòria muscular i la presa de decisions dels atletes, deixant-los incapaços de realitzar les habilitats bàsiques del seu esport.
Els tractaments comuns inclouen la teràpia clínica de psicologia de l'esport, així com la reorientació de l'atenció sobre la biomecànica subjacent de les seves accions físiques. L'impacte varia àmpliament. Un esdeveniment de yips pot durar poc temps abans que l'atleta recuperi el componiment o pot requerir ajustos de tècnica a més llarg termini abans que es produeixi la recuperació. Els pitjors casos són aquells en els quals l'esportista no es recupera en absolut, la qual cosa obliga el jugador a abandonar l'esport al més alt nivell.
Una vegada es va pensar que els yips sempre estaven associats amb l'ansietat del rendiment. No obstant això, ara sembla que algunes persones tenen els yips a causa d'una condició neurològica que afecta determinats músculs. Aquesta condició es coneix com a distonia focal.